# النزاع على تسمية أذربيجان

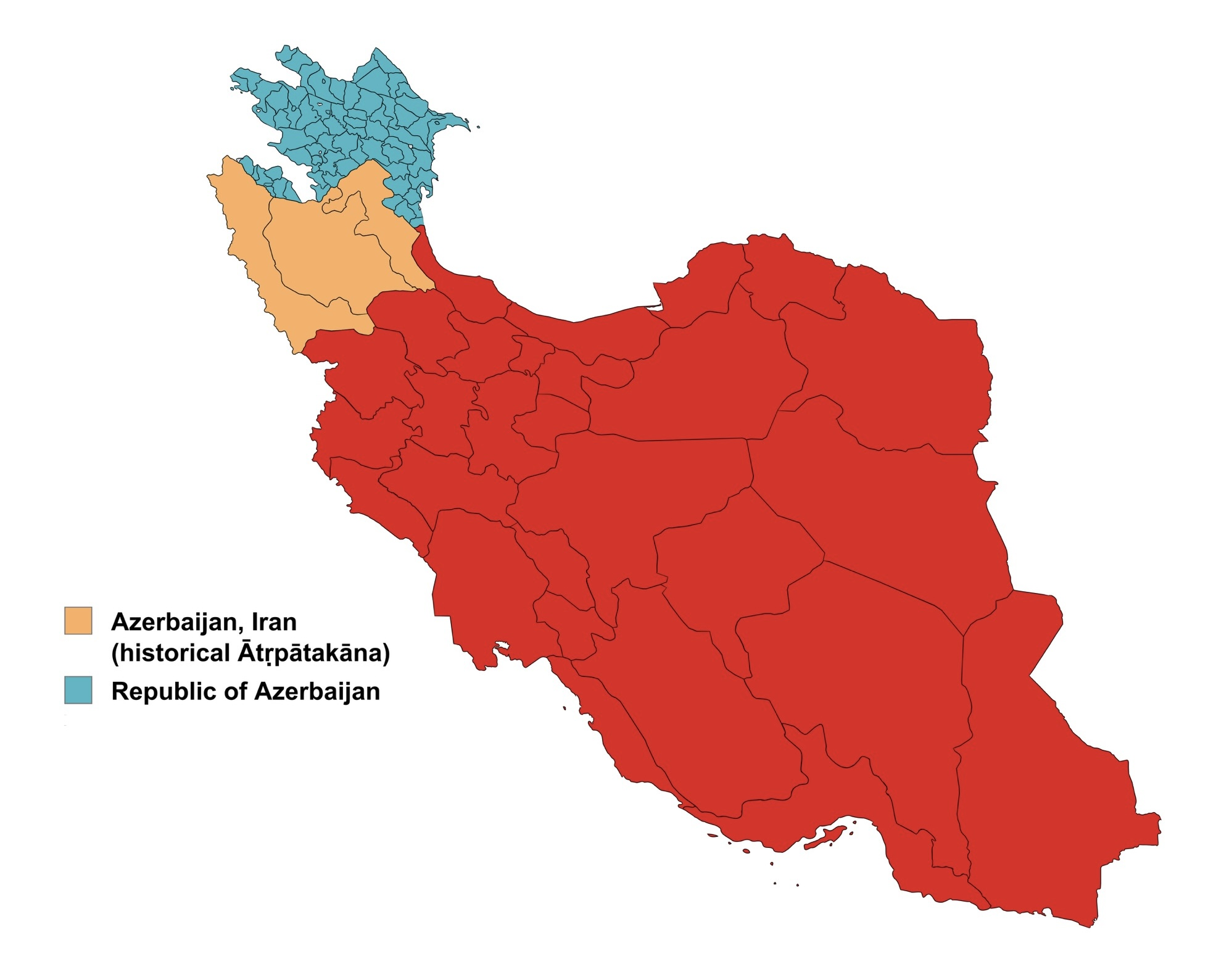
منطقة أذربيجان في إيران وجمهورية أذربيجان في القوقاز

النزاع على تسمية أذربيجان هو خلاف سياسي يتمحور حول استخدام اسم أذربيجان بين منطقة أذربيجان في شمال غرب إيران وجمهورية أذربيجان في القوقاز. اسم الدولة القوقازية مأخوذ من اسم الإقليم الإيراني.
اسم أذربيجان مشتق من الفارسية القديمة Ātṛpātakāna التي قد كانت اسم المنطقة الإيرانية والتي عرفوها اليونانيون باسم أتروباتين.‏
أرّان وشروان الاسمان الحقيقيان لأراضي جمهورية أذربيجان القوقازية التي أُسست عام 1918. بحسب ياقوت الحموي:
أَرَّانُ بالفتح وتشديد الراء وألف ونون اسم أعجمي لولاية واسعة وبلاد كثيرة منها جنزة وهي التي تسمّيها العامّة كَنْجَة وبَرْذَعة وشَمْكُور وبَيْلَقَانُ وبين أذربيجان وأرّان نهر يقال له الرس كلّما جاوَرَهُ من ناحية المغرب والشمال فهو من أرّان وما كان من جهة المشرق فهو من أذربيجان.— معجم البلدان. ج. 1. ص. 183.‏
وقيل شروان ولاية قصبتها شماخي وهي قرب بحر الخزر نسب المحدثون إليها قوما من الرواة منهم أبو بكر محمد بن عشير بن معروف الشرواني كان فقيها صالحا سكن النظامية وتفقه على الكيا الهرّاسي وروى شيئًا عن أبي الحسين المبارك بن الحسين الغسّال ذكره أبو سعد في شيوخه.— معجم البلدان. ج. 3. ص. 292.‏